# The Fighter
The Fighter (titulada El peleador en México, The Fighter en España y El ganador en Argentina) es una película dramática sobre el deporte del boxeo estrenada el 10 de diciembre de 2010 en Estados Unidos y el 4 de febrero, 11 de febrero y 17 de febrero en España, México y Argentina, respectivamente. Protagonizada por Mark Wahlberg, Christian Bale, Amy Adams y Melissa Leo. Dirigida por David O. Russell. Ganadora de dos Premios Óscar y candidata a siete premios, incluyendo mejor película. Ganadora de dos Globos de Oro. La película se centra en las vidas del boxeador profesional Micky Ward (Wahlberg) y su medio hermano mayor Dicky Eklund (Bale). Amy Adams interpreta a la novia de Micky, Charlene Fleming, y Melissa Leo interpreta a la madre de Micky y Dicky, Alice Eklund-Ward. La película se inspiró en el documental de 1995 que presenta a la familia Eklund-Ward, titulado High on Crack Street: Lost Lives in Lowell.

## Sinopsis
Massachusetts, años 90. Dicky Eklund (Christian Bale), un boxeador conflictivo pero con talento, intenta redimirse entrenando a su hermano menor. En sus buenos tiempos había sido el orgullo de su ciudad natal por haber tumbado una vez al campeón del mundo Sugar Ray Leonard; pero después vinieron los tiempos difíciles en los que se hundió en una peligrosa mezcla de drogas y delincuencia. Mientras tanto, su hermano Micky Ward (Mark Wahlberg) se ha convertido en una promesa del boxeo, y las riendas de su carrera las lleva su madre (Melissa Leo). Sin embargo, a pesar de su potente gancho de izquierda, siempre acaba derrotado. Tras un combate que nunca debió celebrarse, Micky decide seguir el consejo de su novia Charlene (Amy Adams) y alejarse de su familia.

## Argumento
Micky Ward (Mark Wahlberg) es un boxeador de Peso wélter estadounidense de Lowell, Massachusetts. Gestionado por su madre, Alice Ward (Melissa Leo), y entrenado por su medio hermano, Dicky Eklund (Christian Bale), Micky no ha tenido una carrera en particular: se ha convertido en un "trampolín" para que otros boxeadores lo derrotaran en su camino hacia arriba. Para complicar las cosas, Dicky, un exboxeador en cuya cima del éxito fue el primero en derribar a Sugar Ray Leonard en un combate televisado de HBO, se ha derrumbado desde sus primeros éxitos, convirtiéndose en adicto al crack. Ahora está siendo filmado para un documental de HBO en el que creen que hablarán de su "regreso".
En la noche de la importante pelea en Atlantic City, el oponente programado de Micky está enfermo, y el sustituto encontrado resulta ser 9 kilos más pesado que Micky. Pese a las reservas de Micky, su madre y su hermano están de acuerdo con los términos para poder sacar algún beneficio. Micky se ve completamente derrotado por el pesado luchador en una pelea claramente desequilibrada. Frustrado con su carrera y avergonzado por su derrota, Micky trata de retirarse del mundo y forma una relación con Charlene Fleming (Amy Adams), una exatleta universitaria que abandonó y se convirtió en camarera. Después de varias semanas, Alice organiza otra pelea para Micky, quien, preocupado de obtener el mismo resultado, se muestra muy preocupado. Su madre y sus siete hermanas culpan a Charlene por su falta de motivación. Micky menciona que ha recibido una oferta para entrenar en Las Vegas, pero Dicky dice que va a igualar la oferta para que pueda seguir entrenando y trabajando con su familia. Dicky trata de obtener dinero haciendo pasar a su novia como prostituta y luego, una vez que ella toma un cliente, se hace pasar por un oficial de policía para robar el dinero de los clientes. Este rápidamente es frustrado por la policía real y Dicky es arrestado después de una persecución y una pelea con ellos. Micky interviene e intenta detener a la policía de golpear a su hermano, pero un oficial rompe su mano antes de arrestarlo. En su comparecencia, Micky está en libertad, pero Dicky es enviado a la cárcel. Finalmente harto, Micky decide dejar de lado a Dicky.
En la noche del documental de HBO, la familia de Dicky y el mismo Dicky desde la cárcel, se horrorizan al ver que sale en un programa sobre adicciones a las drogas: Vidas perdidas en Lowell, un documental sobre cómo la adicción arruinó la carrera de Dicky y su vida. Devastado, Dicky comienza entrenando y tratando de recuperar su vida desde la cárcel. Micky es atraído de nuevo hacia el boxeo por su padre, quien cree que Alice y su hijastro Dicky son malas influencias. Recuperando a los otros miembros de su equipo de formación y en busca de un nuevo director, Sal Lonano (Frank Renzulli), convencen a Micky de volver al boxeo con el entendimiento explícito de que su madre y su hermano ya no estarán involucrados. Colocan a Micky en peleas menores que lo ayudan a recuperar su confianza. Entonces se le ofrece otra pelea grande contra un invicto y prometedor boxeador. Durante una visita a la prisión, Dicky asesora a Micky sobre la mejor manera de trabajar a su oponente, pero Micky siente que su hermano es un egoísta y trata de reiniciar su carrera fallida. Durante el combate real, Micky está casi abrumado al principio, pero, recordando el consejo de su hermano, altera su estrategia y finalmente triunfa, ganando la pelea por el título para el que estaba siendo preparado.
A su salida de prisión, Dicky y su madre van a ver a Micky. Suponiendo que las cosas son lo que eran, Dicky se prepara para entrenar con su hermano, pero Micky le informa que él ya no puede entrenarle por acuerdo de Micky con su actual equipo. En la discusión subsiguiente, en la que Micky castiga a ambas partes de su familia, Charlene y su entrenador lo abandonan. Micky y Dicky se pelean, llegando a un abrupto final cuando Micky noquea a Dicky. Dicky se atormenta, presumiblemente para drogarse otra vez, y Alice reprende a Micky. Solamente se calma cuando él le dice que ella siempre ha favorecido a Dicky. Dicky regresa a su "casa de crack" para despedirse de sus amigos y se dirige al apartamento de Charlene. Él le dice que Micky los necesita y que tienen que trabajar juntos. Después de traer a todos de nuevo, el grupo se dirige a Londres para la pelea por el título. Micky apunta otra inesperada victoria y el título de peso wélter. La película salta unos años hacia delante, con Dicky acreditando a su hermano por ser el creador de su propio éxito. En los créditos finales aparecen los hermanos reales.

## Reparto
- Mark Wahlberg como Micky Ward. Wahlberg eligió protagonizar la película debido a su amistad con Ward, con quien comparte una educación de clase trabajadora en Massachusetts en una familia con ocho hermanos. Wahlberg también era un gran admirador de Ward, llamándolo un "héroe deportivo local". El actor también se sintió atraído por el tema central de la película, una persona común en "una historia contra todo pronóstico", que previamente exploró en Invincible . Para imitar los hábitos y gestos de Ward, Wahlberg lo tenía en el set, mirándolo todos los días. Durante la preproducción, los hermanos Ward se mudaron temporalmente a la casa de Wahlberg. Para aumentar el realismo de la película, Wahlberg rechazó un doble de acción y recibió golpes reales durante las escenas de lucha, que resultó en que casi se rompiera la nariz un par de veces. Wahlberg se sometió a un estricto régimen de ejercicios de musculación, dedicando más de cuatro años de entrenamiento para obtener un físico musculoso para interpretar convincentemente a Ward. "Las últimas seis películas que hice también las estaba preparando en secreto para The Fighter al mismo tiempo", continuó el actor, "así que salía tres horas antes para ir al trabajo e ir al gimnasio y pasar tres horas allí". "Ciertamente hubo momentos en los que me despertaba a las 4:30 de la mañana, ya sabes, mi entrenador tocaba el timbre y, 'Oh, Dios', yo pensaba, 'Mejor hago esta película'. "Mataré a alguien si no consigo hacer esta película".  Wahlberg contrató a Freddie Roach como su entrenador de boxeo, ayudando al actor a modelar el estilo de lucha específico de Ward. Los últimos dos años de entrenamiento de Wahlberg resultaron en la construcción de un "gimnasio de ensueño" en su casa para uso diario, con un ring de boxeo personal. Recibió preparación adicional de boxeo de Manny Pacquiao.

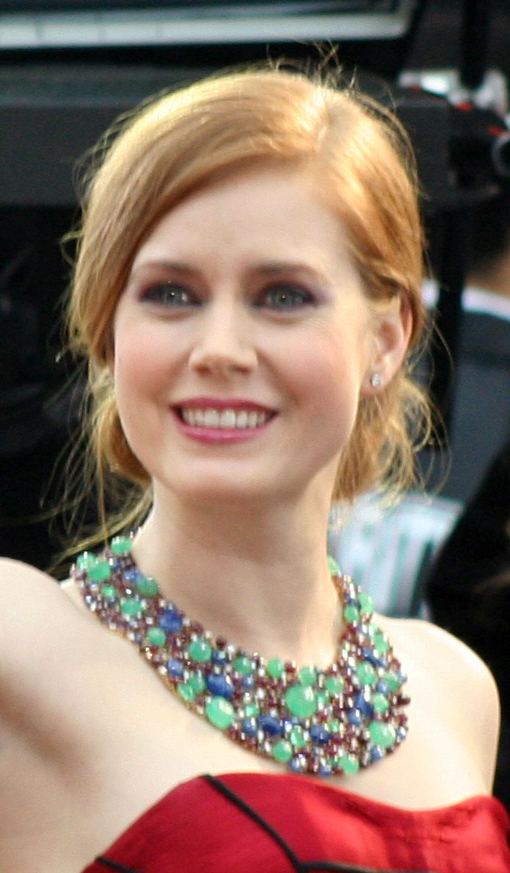
Amy Adams como Charlene Fleming.

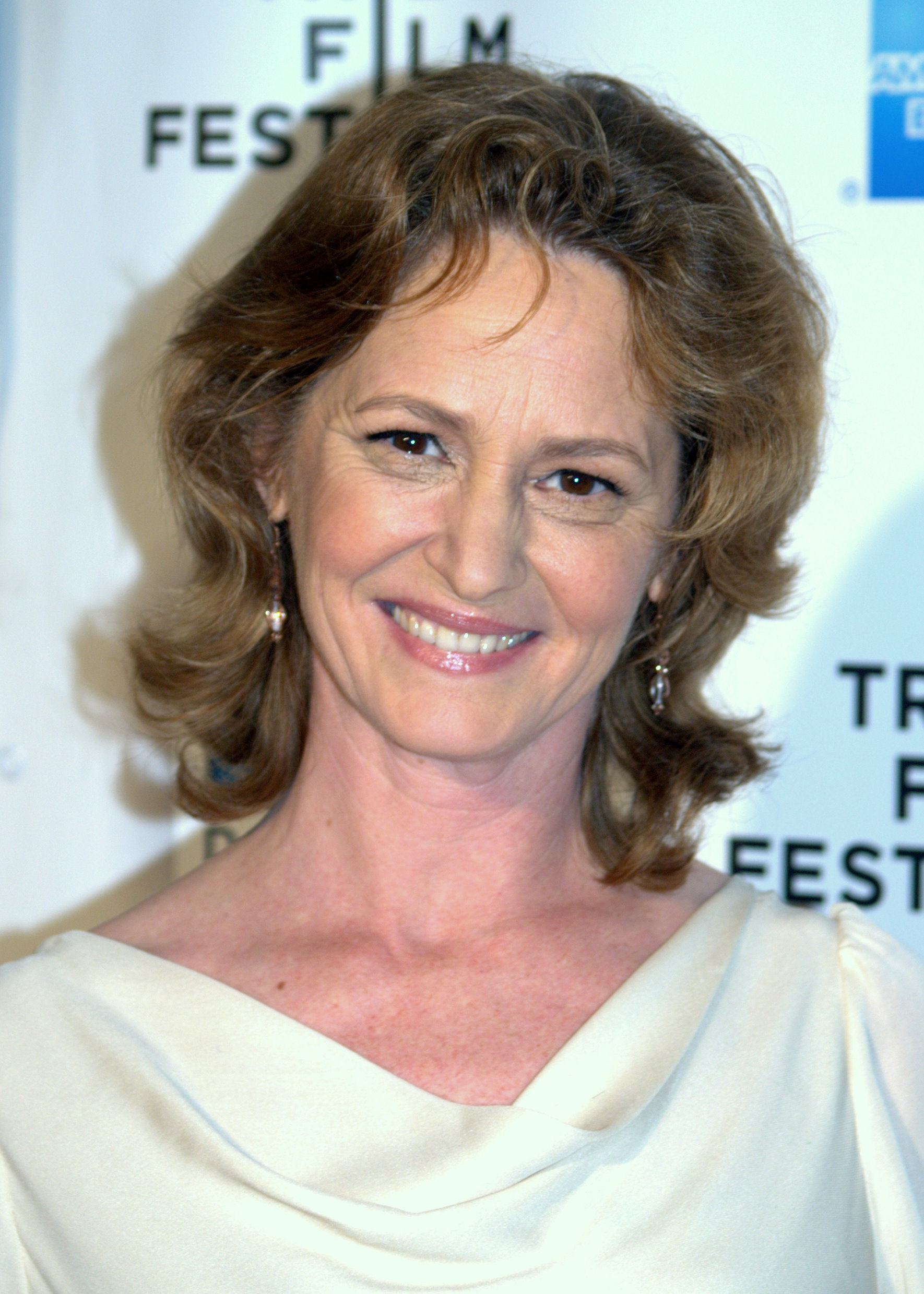
Melissa Leo como Alice Ward.

- Christian Bale como Dicky Eklund. Después de que Brad Pitt y Matt Damon se retiraran debido a conflictos de agenda, incluso se habló con Eminem y se consideró para el papel de Eklund, pero finalmente no fue elegido debido a conflictos de grabación con su música. Wahlberg sugirió a Bale para el papel después de conocer al actor en un preescolar al que asistieron sus hijas pequeñas. Dada la adicción a las drogas de Eklund, Bale tuvo que perder peso, lo que le resultó fácil, ya que había perdido 63 libras en 2003 para The Machinist. Bale investigó el papel tomando notas sobre los gestos de Eklund y grabando conversaciones para el acento distintivo de Boston del personaje. El director David O. Russell creía que la tarea de Bale implicaba mucho más que un mimetismo. "Dicky tiene todo un ritmo para él, una música. Christian tenía que entender cómo funciona su mente". Russell y Eklund quedaron impresionados por la dedicación de Bale por mantenerse en el personaje durante el rodaje. Bale ganó el Premio de la Academia al Mejor Actor de Reparto en los 83.os Premios de la Academia por su actuación.
- Amy Adams como Charlene Fleming. La novia y esposa de Ward en la vida real dijo de la actriz: "Hay muy pocas cosas que un director pueda tener a su disposición mejor que una actriz que se muere por romper el tipo y está extremadamente motivada por romper el tipo" Amy estaba extremadamente motivada para interpretar a una perra sexy, y ese es el personaje de Charlene. Ella dijo: "Mientras pase entre la acción y el corte, haré cualquier cosa". Y dije: 'Ese es mi tipo de actriz'. Me encantó que tuviera esa actitud". Adams fue nominada al Premio de la Academia a la Mejor Actriz de Reparto en la 83.ª edición de los Premios de la Academia.
- Melissa Leo como Alice Ward. Melissa ganó el Premio de la Academia a la Mejor Actriz de Reparto en los 83.os Premios de la Academia.
- Jack McGee como George Ward, el padre de Micky.
- Frank Renzulli como Sal Lanano
- Mickey O'Keefe como él mismo, un sargento de policía de Lowell, Massachusetts, que era el entrenador en la vida real de Ward. O'Keefe, que nunca había actuado, dudó al principio, pero Wahlberg le dijo que podía hacerlo porque, como oficial de policía, tiene que actuar y pensar rápido.
- Jenna Lamia como Sherri "The Baby" Ward
- Bianca Hunter como Cathy "Pork" Eklund
- Erica McDermott como Cindy "Tar" Eklund, una de las hermanas de Mickey y Dickey.
- Sugar Ray Leonard como él mismo, haciendo un cameo como comentarista invitado en la pelea Ward vs Mungin.
- Kate O'Brien como la hermana de Mickey, Phyllis Eklund.

## Producción

### Desarrollo
Scout Productions adquirió los derechos vitalicios del boxeador Micky Ward y su hermano, Dick Eklund, en julio de 2003. Eric Johnson y Paul Tamasy también fueron contratados para escribir el guion, que fue reescrito por Lewis Colick. Mark Wahlberg se unió a la producción a principios de 2005, con la intención de hacer justicia a la historia de la vida de Ward. Paramount Pictures, el distribuidor estadounidense de la película, contrató a Paul Attanasio para reescribir el borrador de Collick en febrero de 2007 en un intento de enfatizar los temas de hermandad y redención. Con la esperanza de comenzar la producción en Massachusetts en junio de 2007,  Wahlberg hizo que Martin Scorsese leyera el guion, esperando que él lo dirigiera. Scorsese rechazó la oferta y consideró que el escenario de Massachusetts era redundante después de haber terminado The Departed. El actor citó Raging Bull de Scorsese como una influencia para The Fighter, pero Scorsese no estaba interesado en dirigir otra película de boxeo. Darren Aronofsky fue contratado para dirigir en marzo de 2007, con Scott Silver reescribiendo el guion en septiembre de 2007. Paul Attanasio también fue contratado como médico de guiones para trabajar en la película antes del rodaje. Matt Damon y Brad Pitt fueron considerados para el papel de Dicky Eklund, que finalmente interpreta Christian Bale. Este último adelgazó varios kilos y estuvo preparándose para dar vida al personaje durante bastante tiempo previo al inicio del rodaje. Emily Blunt rechazó participar en la película. Mark Wahlberg empezó a prepararse para su papel en el año 2005. Aunque la producción tuvo varios retrasos, el actor siguió entrenándose para poder participar en la película.
La producción prosiguió con el rodaje programado para comenzar en octubre de 2008 y Christian Bale reemplazó a Brad Pitt. Para entonces, Aronofsky se había retirado para trabajar en el remake de RoboCop de MGM , seguido por Black Swan. Wahlberg y Bale eligieron a David O. Russell como reemplazo de Aronofsky. Wahlberg también había protagonizado Three Kings y I Heart Huckabees de Russell. Aronofsky recibió crédito de productor ejecutivo por sus contribuciones en The Fighter y estaba entusiasmado de tener a Russell como director. En abril de 2009, Relativity Media dio un paso al frente para financiar por completo la película, vendiendo los derechos de distribución internacional a The Weinstein Company un mes después. The Fighter comenzó la fotografía principal el 13 de julio de 2009, con un presupuesto de $ 11 millones en un programa de rodaje de 33 días, que era la mitad del presupuesto con el que estaba trabajando Paramount. La producción utilizó los créditos fiscales de las películas de Massachusetts para cubrir parte del costo de la película.

### Filmación
La fotografía principal se llevó a cabo en la ciudad natal de Ward, Lowell, Massachusetts. Sus combates de box se filmaron en el Tsongas Center en UMass Lowell, y escenas de gimnasio en el West End Gym de Arthur Ramalho, una de las instalaciones de la vida real donde Ward había entrenado. El metraje de la pelea de box fue creado en grandes secciones coreografiadas que fueron tomadas directamente del video de las peleas reales de Micky. Y se usaron los comentarios reales de Larry Merchant, Roy Jones Jr. y Jim Lampley. Se rodó entre el 13 de julio y el 26 de agosto de 2009. La filmación tuvo lugar íntegramente en Estados Unidos, en ciudades como Lexington o Lowell en Massachusetts y Los Ángeles, California.

### Comparación con eventos reales
- La película tiene a Ward en una racha perdedora entrando en la pelea de 1988 contra Mike Mungin. En realidad, Ward tenía 18-1 y estaba en una racha ganadora de cuatro peleas cuando peleó contra Mungin. La racha de cuatro derrotas de Ward en realidad tuvo lugar en 1990–91.
- Tras la derrota con Mungin (en la película), Wahlberg va con Adams al cine donde proyectan (en V.O.) Belle Époque, Óscar de la Academia a la mejor película en habla no inglesa...estrenada en 1.992 (!).
- En la película, Ward es derribado en la sexta ronda de la pelea de Neary. En realidad, Ward no fue derribado en esa pelea.
- La película tiene el récord de carrera de Ward como 30-7, con 20 KOs, mientras pelea contra Neary. En realidad, su récord en ese momento era 34-9 con 25 KOs.
- La película muestra a Ward recibiendo una fuerte paliza en la pelea de Mungin. En realidad, la pelea duró diez asaltos y Mungin ganó por decisión muy estrecha: 96–93, 95–94, 95–94.
- En la película, durante la pelea de Ward con Alfonso Sánchez, que tuvo lugar el 4 de abril de 1997, la canción de entrada de Ward es "The Warrior's Code" de Dropkick Murphys. Sin embargo, esa canción no fue lanzada hasta 2005 en su álbum del mismo nombre.

## Recepción

### Respuesta crítica
Según la página de Internet Rotten Tomatoes obtuvo un 91% de comentarios positivos, llegando a la siguiente conclusión: "protagonizada por un trío de cautivadoras interpretaciones de Mark Wahlberg, Christian Bale y Amy Adams The Fighter es una sólida pieza de entretenimiento, aunque predecible, en el género de los dramas sobre el boxeo". Peter Traves publicó para Rolling Stone que "The Fighter, con un corazón lleno a rebosar, tiene una potencia emocional que casi llega a desbordarse". Claudia Puig señaló para USA Today que "Bale está asombroso [...] entregando probablemente la mejor interpretación de su carrera. [...] Una de las mejores películas del año". En la página de Internet Metacritic obtuvo críticas positivas, con un 79%, basado en 40 comentarios de los cuales 34 son positivos.
Sports Illustrated denominó la película como la mejor película de deportes de la década. Richard Corliss, de la revista TIME, nombró la actuación de Christian Bale como una de las 10 mejores actuaciones cinematográficas de 2010 y dijo: "En un pequeño festival de actuaciones agrias y sabrosas, en particular de Melissa Leo como la madre de los niños y Amy Adams como la novia de Micky, Bale brilla más, porque sabe que ningún personaje, por depravado que sea su estatus, es sólo un monstruo. Encuentra la belleza en la bestia".

### Taquilla
Fue estrenada el 10 de diciembre de 2010 en 4 salas estadounidenses recaudando 300.000 dólares con una media por sala de 75.000 dólares. El 17 de diciembre se aumentó el número de salas de exhibición hasta las 2503, recaudando 12 millones de dólares durante su segundo fin de semana, por delante de la cinta de animación Tangled y el thriller The Tourist. Recaudó 93 millones en Estados Unidos. Sumando las recaudaciones internacionales la cifra asciende a 129 millones. El presupuesto estimado invertido en la producción fue de 25 millones.

### Reconocimientos
La película recibió siete nominaciones al Premio de la Academia, incluida la de Mejor Película, ganando dos. La película fue nominada a seis Globos de Oro: Mejor Película (Drama), Mejor Actor (Drama) para Wahlberg, Mejor Actriz de Reparto para Leo y Adams, Mejor Actor de Reparto para Bale, y una nominación a Mejor Director para Russell. La película recibió tres nominaciones a los premios de los Críticos de Cine de Chicago: Mejor Actor de Reparto por Bale y nominaciones a Mejor Actriz de Reparto por Adams y Leo. Bale ganó un Satellite Award, el Critics Choice Award, el Globo de Oro al Mejor Actor de Reparto y el Premio de la National Board of Review al Mejor Actor de Reparto. Leo ganó el Globo de Oro a la Mejor Actriz de Reparto.

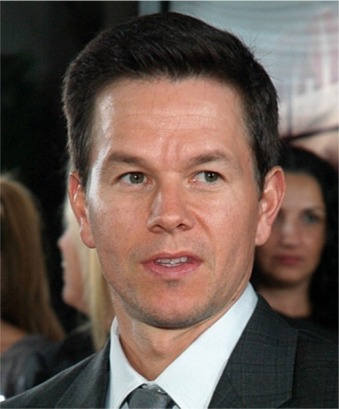
Mark Wahlberg como Micky Ward.

### Premios
Óscar
| Año  | Categoría               | Persona(s)                                             | Resultado |
| ---- | ----------------------- | ------------------------------------------------------ | --------- |
| 2011 | Mejor película          | Mejor película                                         | Nominada  |
| 2011 | Mejor director          | David O. Russell                                       | Nominada  |
| 2011 | Mejor actor de reparto  | Christian Bale                                         | Ganador   |
| 2011 | Mejor actriz de reparto | Amy Adams                                              | Nominada  |
| 2011 | Mejor actriz de reparto | Melissa Leo                                            | Ganadora  |
| 2011 | Mejor guion original    | Scott Silver Paul Tamasy Eric Johnson Keith Dorrington | Nominada  |
| 2011 | Mejor montaje           | Pamela Martin                                          | Nominada  |

Globos de Oro
| Año  | Categoría               | Persona(s)             | Resultado |
| ---- | ----------------------- | ---------------------- | --------- |
| 2011 | Mejor película - Drama  | Mejor película - Drama | Candidata |
| 2011 | Mejor director          | David O. Russell       | Candidato |
| 2011 | Mejor actor de reparto  | Christian Bale         | Ganador   |
| 2011 | Mejor actor - Drama     | Mark Wahlberg          | Candidato |
| 2011 | Mejor actriz de reparto | Amy Adams              | Candidata |
| 2011 | Mejor actriz de reparto | Melissa Leo            | Ganadora  |

Premios BAFTA
| Año  | Categoría               | Persona(s)                            | Resultado  |
| ---- | ----------------------- | ------------------------------------- | ---------- |
| 2011 | Mejor actor de reparto  | Christian Bale                        | Candidato  |
| 2011 | Mejor actriz de reparto | Amy Adams                             | Candidata  |
| 2011 | Mejor guion original    | Scott Silver Paul Tamasy Eric Johnson | Candidatos |

Premios del Sindicato de Actores
| Año  | Categoría               | Persona(s)     | Resultado  |
| ---- | ----------------------- | -------------- | ---------- |
| 2011 | Mejor actor de reparto  | Christian Bale | Ganador    |
| 2011 | Mejor actriz de reparto | Amy Adams      | Candidata  |
| 2011 | Mejor actriz de reparto | Melissa Leo    | Ganadora   |
| 2011 | Mejor reparto           | Mejor reparto  | Candidatos |